# Fiat Betim

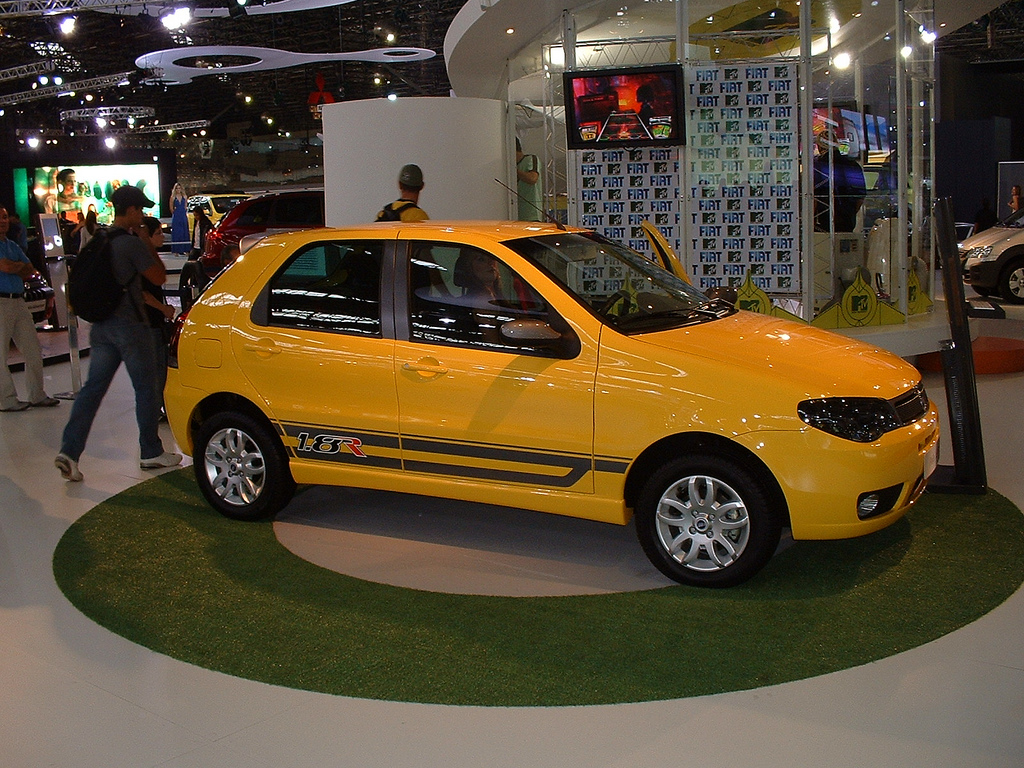
Fiat Palio.

Fiat Betim es una fábrica de automóviles de Fiat Group Automobiles, la más grande del mundo. Se sitúa en el municipio de Betim, estado de Minas Gerais, en Brasil. Inaugurada en 1976, su área es de aproximadamente de 2.250.000 m² de superficie, de los cuales 613.800 m² son cubiertos., donde trabajan cerca de 10.000 empleados directos. Su producción en 2009 fue de aproximadamente 700.000 vehículos para el mercado brasileño y más de 100.000 para exportación. En ese año la planta logró el récord de 10.000.000 de unidades producidas desde su inauguración. Se encuentra próxima a otras fábricas del Grupo Fiat como la fundición de Teksid do Brasil o la fábrica de motores de Fiat Powertrain, ambas en Betim.

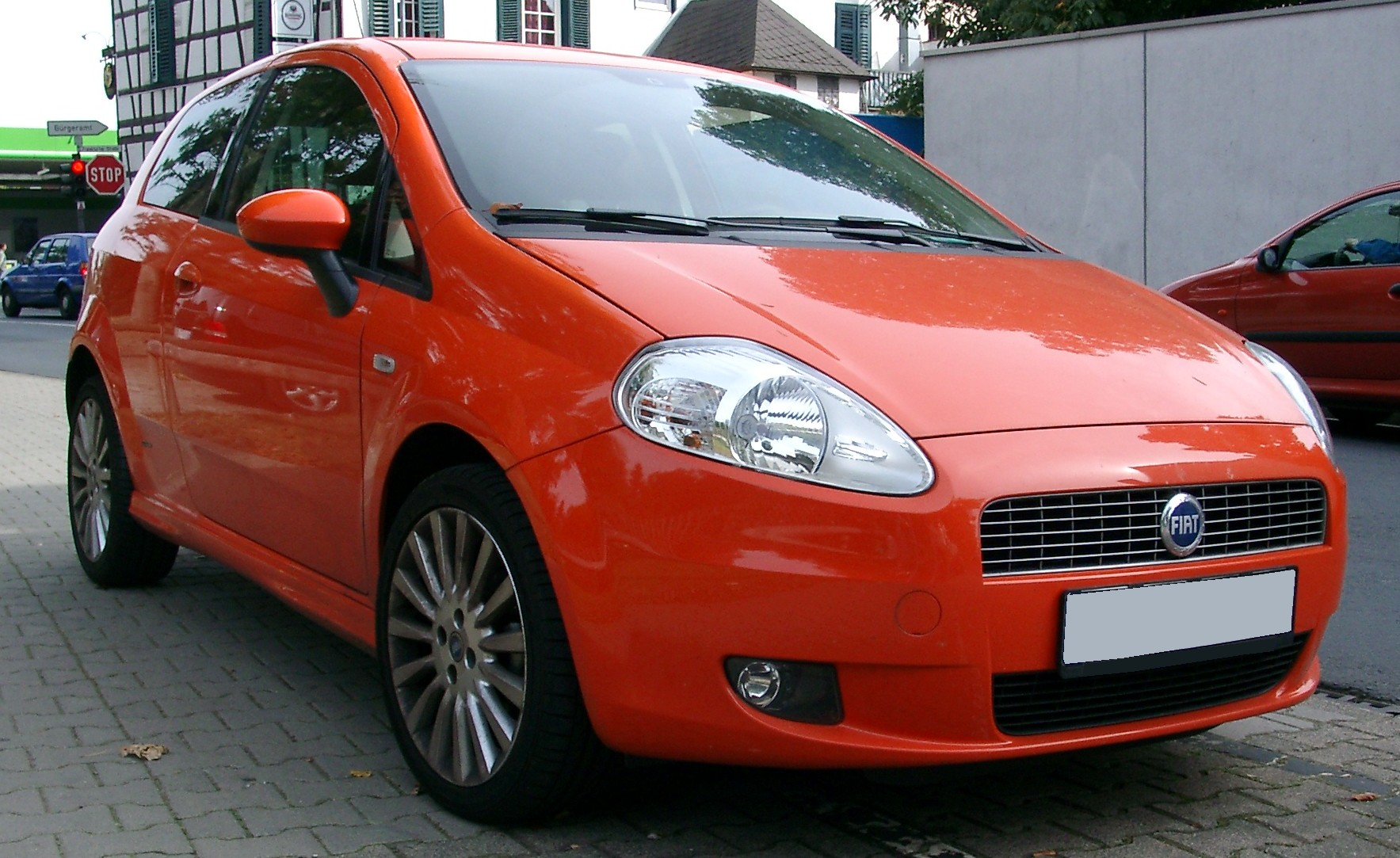
Fiat Grande Punto.

## Historia
La construcción de la fábrica comenzó en 1973, inaugurándose 3 años después, el 9 de julio de 1976. Fue una iniciativa del gobernador Rondon Pacheco. El primer automóvil fabricado fue un Fiat 147. En las décadas de 1980 y 1990 la producción de la fábrica de Betim suman cerca de 900.000 unidades con la llegada del Fiat Uno en 1984 y en 1996 el Fiat Palio (fabricado por primera vez en el mundo en Betim). Desde entonces la producción de Fiat creció de forma vertiginosa, pasando de 63.756 unidades del Fiat 147 (en 1977), a 713.248 unidades en 2008, a 728 620 unidades producidas en 2009, el récord histórico de la marca en Brasil.
En 2010, durante el acto de puesta de la primera piedra de una segunda fábrica en Brasil, se dio a conocer un plan de 7.000 millones de reales (3.181 millones de euros) para incrementar la producción en Betim en 150.000 unidades anuales, llegando a una capacidad productiva anual de 950.000 en 2014.
Hoy en día se producen en la planta de Betim 15 modelos y más de un centenar de versiones para atender a los mercados brasileños, de exportación -tanto a Latinoamérica como a Europa, y otros mercados. Su promedio de producción diaria es superior a las 2800 unidades. Próxima a la fábrica se encuentran las minas y la planta de Teksid do Brasil Ltda., la fundición de hierro y aluminio más grande de Teksid, grupo industrial siderúrgico de Fiat S.p.A.

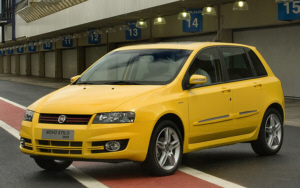
Fiat Stilo Brasil.

## Curiosidades
- En el curso de las pruebas de la fábrica de Fiat en Betim, todos los coches fabricados se ponen a prueba cuando salen de la línea de producción. Para lo que Fiat tiene aproximadamente 100 pilotos de pruebas de trabajo en 3 turnos, de los cuales casi un 90% son mujeres.

- En recinto de la planta está situado el único Centro Stile Fiat fuera de Italia. Su misión es ajustar los diseños globales a su público local, principalmente América del Sur.

- En la planta existe un importante centro de investigación y desarrollo dependiente de Centro Ricerche Fiat en el que se desarrollan importantes avances tecnológicos, especialmente significativos en combustibles alternativos como la tecnología TetraFuel.

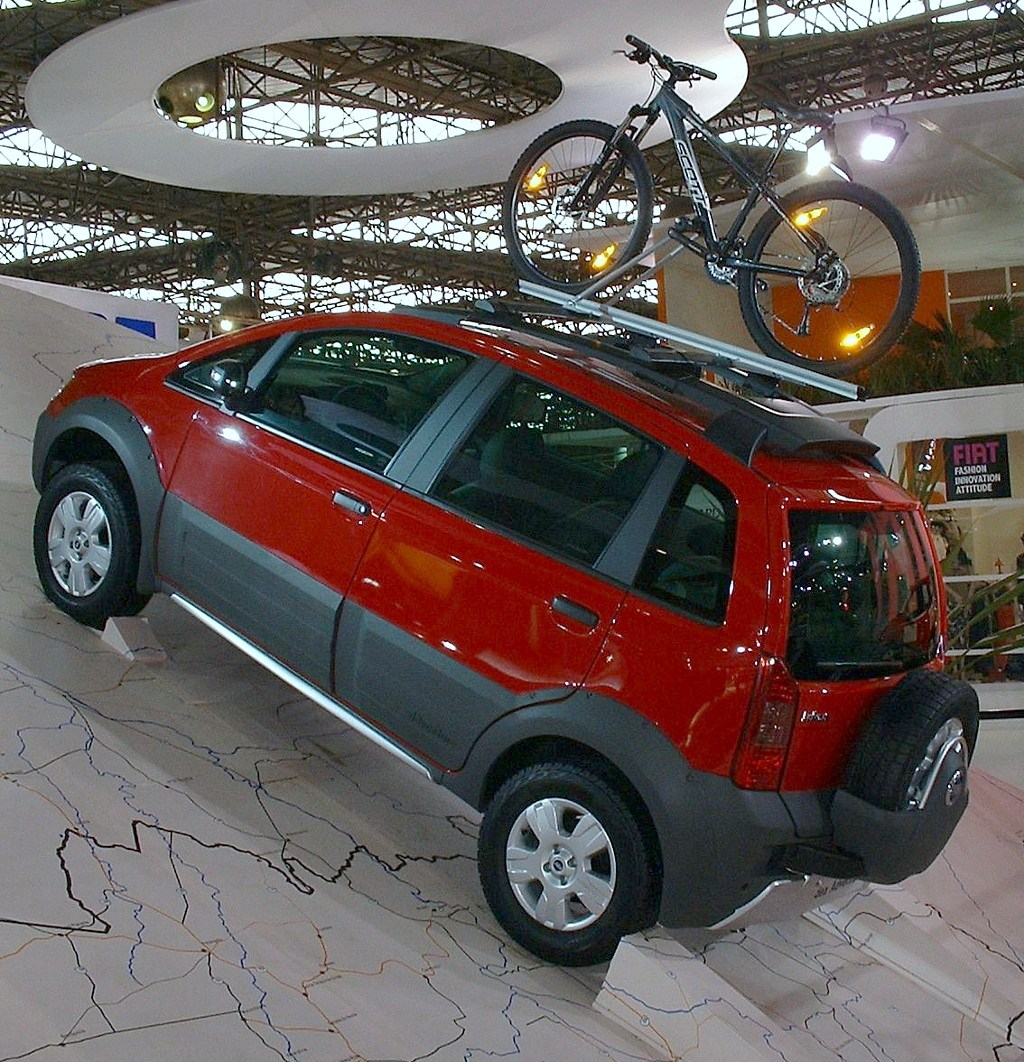
Fiat Idea Adventure.

## Producción
En la planta de Betim se fabrican actualmente los siguientes vehículos:
- Fiat Argo
- Fiat Uno y versión Cargo.
- Fiat Palio y versiones Weekend y Adventure.
- Fiat Siena
- Fiat Grande Punto
- Fiat Linea
- Fiat Idea y versión Adventure.
- Fiat Bravo
- Fiat Strada y versión Adventure.
- Fiat Fiorino
- Fiat Doblò, y versiones Cargo y Adventure.

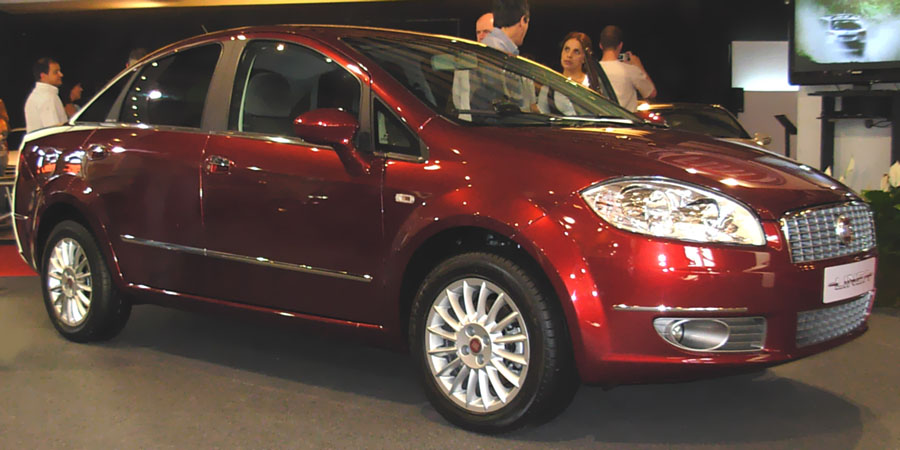
Fiat Linea.

## Véase también

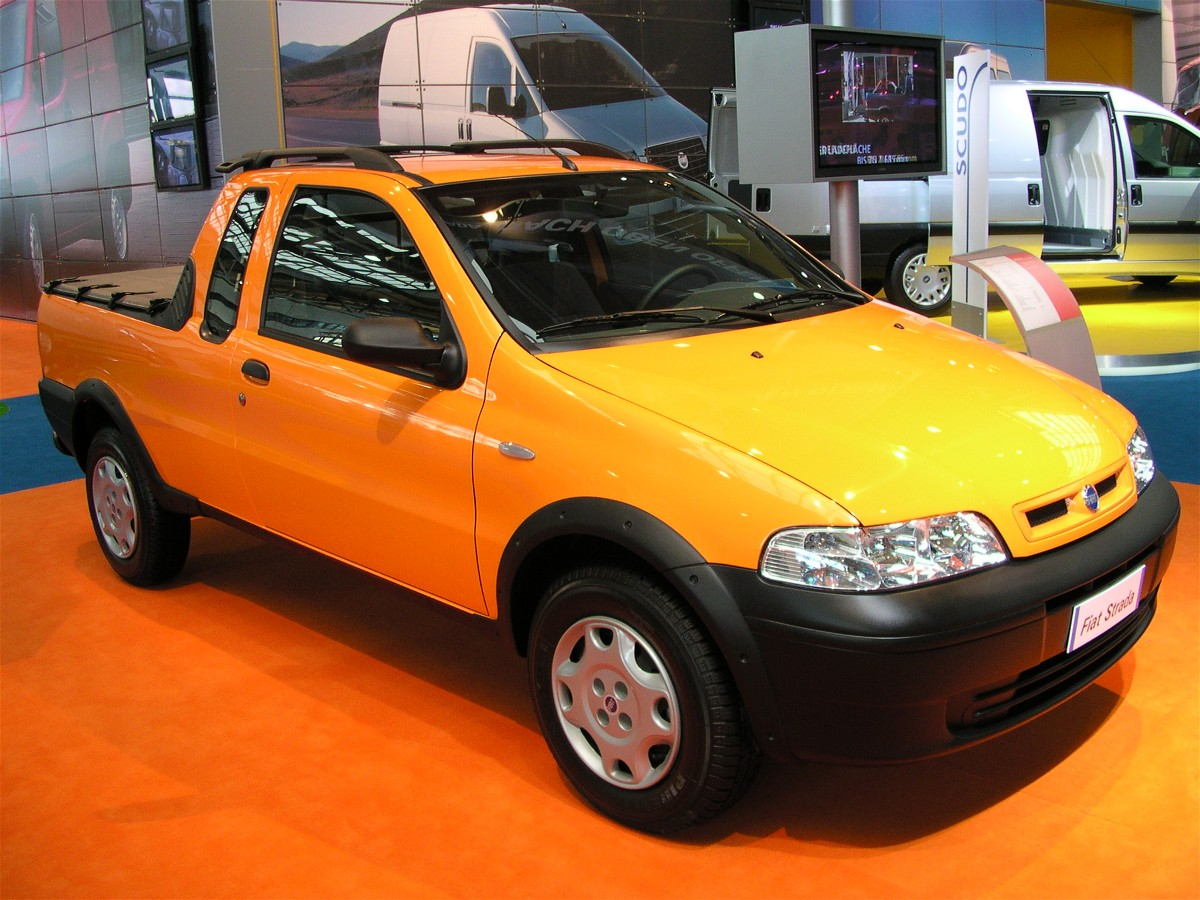
Fiat Strada II.